# Keith Aldridge
Keith Aldridge ( Detroit, Michigan, 1973. július 20. –) amerikai profi jégkorongozó.

## Karrier
Komolyabb junior karrierjét az USHL-es Rochester Mustangsban kezdte 1991–1992-ben majd a Lake Superior State University csapatába került 1992–1996 között. Részt vett az 1995-ös jégkorong világbajnokságon is. Az egyetemen nagyszerűen játszott mégsem draftolta őt egyik NHL-es csapat sem. Felnőtt pályafutását az AHL-es Baltimore Banditsban kezdte 1996-ban igaz ekkor még csak hét mérkőzést játszott. A következő szezont is itt töltötte. 1997–1999 között az IHL-es Detroit Vipersben szerepelt. Az 1999–2000-es szezonban négy mérkőzést játszhatott az NHL-ben a Dallas Starsban de soha többet nem kapott meghívót ebbe a ligába. A szezont az IHL-es Michigan K-Wingsben fejezte be. A következő szezonban még az IHL-ben játszott a Grand Rapids Griffinsban majd az idény közben átkerült Európába a német ligába. Itt játszott a frankfurti és a berlini csapatban. 2004-ben visszatért az amerikai kontinensre egy évre az AHL-es Bridgeport Sound Tigersbe. Ezután visszavonult.

## Díjai
- USHL Első All-Star Csapat: 1992
- CCHA Második All-Star Csapat: 1994
- CCHA Első All-Star Csapat: 1995, 1996
- NCAA Nyugat Második All-American Csapat: 1995
- NCAA Nyugat Első All-American Csapat: 1996